# Johan Johnsson (ishockeyspelare)
Johan Anders Johnsson, född den 16 januari 1993 i Jönköping, är en svensk ishockeyspelare som spelar för Linköping HC i SHL. Johnsson inledde ishockeykarriären i moderklubben HV71. Som junior vann han SM-guld med HV71:s J20-lag säsongen 2012/13 och tog ett silver säsongen innan dess. Johnsson tillhörde HV71 fram till och med 2015 och spelade under denna tid också som utlånad för både IF Troja-Ljungby och Mora IK i Hockeyallsvenskan. Han tillbringade därefter tre säsonger med Timrå IK i just Hockeyallsvenskan, som han var med att spela upp till SHL 2018.
2018 återvände Johnsson till HV71. Han spelade två säsonger för klubben och var under en kort period också utlånad till seriekonkurrenten IK Oskarshamn. Därefter spelade han en säsong för AIK i Hockeyallsvenskan, innan han åter anslöt till Oskarshamn med vilka han tillbringade tre säsonger. Den sista säsongen i klubben degraderades den till Hockeyallsvenskan. Sedan april 2024 tillhör han Linköping HC.

## Karriär

### 2010–2015: Början av karriären
Johnsson påbörjade sin ishockeykarriär i moderklubben HV71. Säsongen 2010/11 spelade han främst för klubbens J20-lag och säsongen därpå spelade han endast för J20-laget och vann dess interna poängliga i grundserien. På 48 matcher stod han för 39 poäng (13 mål, 26 assist). HV71 tog sig till JSM-final där man tappade en 2–0-ledning till förlust med 2–3 efter förlängning mot Linköping HC. 20 april 2012 bekräftades det att Johnsson skrivit ett ettårsavtal med HV71:s seniorlag. Säsongen 2012/13 slutade Johnsson på fjärde plats i J20 Superelits totala poängliga i grundserien. På 36 matcher stod han för 53 poäng, varav 17 mål. För andra säsongen i följd tog sig laget till JSM-final där man denna gång vann mot Modo Hockey med 4–3. Under denna säsong gjorde Johnsson också debut för seniorlaget i  SHL (dåvarande Elitserien). Han gjorde debut i en match mot Rögle BK den 13 oktober 2012 och spelade totalt tolv Elitseriematcher under säsongen. I slutet av grundserien förlängde han sitt kontrakt med HV71 med ytterligare två säsonger.
Säsongen 2013/14 gjorde Johnsson sitt första mål i SHL i sin första grundseriematch för säsongen. Målet gjordes på Oscar Alsenfelt i en 3–4-förlust mot Leksands IF den 8 oktober 2013. Den 19 november samma år meddelade HV71 att man lånat ut Johnsson till IF Troja-Ljungby i Hockeyallsvenskan. Han alternerade mellan de två lagen återstoden av säsongen. För HV71 spelade han 24 grundseriematcher och noterades för två mål och en assist. Han gjorde debut i Hockeyallsvenskan den 20 november 2013 och gjorde sitt första mål i serien den 8 januari 2014, på Jonas Fransson, i en 3–2-förlust mot Västerås IK. För Troja-Ljungby spelade Johnsson 19 grundseriematcher och stod för tre mål och tio assistpoäng. Han var sedan med och spelade kvalserien till Hockeyallsvenskan där Troja slutade på tredje plats och därmed degraderades till Hockeyettan.
Inför säsongen 2014/15 stod det klart att Johnsson skulle komma att lånas ut till Mora IK i Hockeyallsvenskan hela säsongen. Han spelade 36 grundseriematcher och noterades för 20 poäng, varav tre mål.

### 2015–2020: Timrå IK och återkomst till HV71
Den 28 april 2015 meddelades det att Johnsson lämnat HV71 då han skrivit ett ettårsavtal med Timrå IK i Hockeyallsvenskan. Han fick en stor del av säsongen spolierad på grund av skador och spelade totalt 32 grundseriematcher. På dessa matcher stod han för fem mål och sex assist. Timrå tog sig till slutspelsserien, men misslyckades att ta sig vidare till play-off. Efter säsongens slut, den 25 maj 2016, meddelades det att Johnsson förlängt sitt kontrakt med Timrå med ytterligare en säsong. Den följande säsongen spelade han samtliga 52 grundseriematcher och stod för 18 poäng, varav sju mål. Laget tog sig åter till slutspelsserien och misslyckades igen att ta sig till det efterföljande play off-spelet.
Den 8 maj 2017 bekräftades det att Johnsson förlängt sitt avtal med Timrå med ytterligare en säsong. I sin tredje säsong i klubben gjorde han sin dittills poängmässigt bästa grundserie i Hockeyallsvenskan. På 51 matcher stod han för 25 poäng, varav tolv mål. Timrå vann grundserien och avancerade därefter till SHL genom att besegra Karlskrona HK med 4–3 i matcher i direktkvalet till SHL.
Den 23 april 2018 stod det klart att Johnsson återvänt till HV71 då han skrivit ett tvåårskontrakt med klubben. Den följande säsongen var hans första kompletta i SHL. Han spelade samtliga grundseriematcher och stod för fyra mål och sju assist. HV71, som slutade på åttonde plats i grundserien, slog ut Rögle BK med 2–0 i matcher i play in. Därefter föll man med 4–3 i kvartsfinalserien mot Färjestad BK. På dessa nio matcher gick Johnsson poänglös.
Under första delen av säsongen 2019/20 fick Johnsson begränsat med speltid i HV71. Den 4 december 2019 bekräftade seriekonkurrenten IK Oskarshamn att man lånat in Johnsson för en månads tid. Han spelade tio matcher för Oskarshamn och noterades för ett mål och en assist. Han återvände till HV71 i mitten av januari 2020 och spelade återstoden av säsongen med klubben. Totalt spelade han 39 grundseriematcher för HV71 och stod för tre mål och en assist. Laget slutade på femte plats i grundserietabellen, men på grund av Covid-19-pandemin ställdes SM-slutspelet in.

### Från 2020: AIK, IK Oskarshamn och Linköping HC
Den 3 augusti 2020 meddelades det att Johnsson återigen lämnat HV71, denna gång för spel med AIK i Hockeyallsvenskan, med vilka han skrivit ett tvåårsavtal. Han utsågs till en av lagets assisterande kaptener. Under en match mot Kristianstads IK i slutet av oktober 2020 ådrog sig Johnsson en skada vilken gjorde att han missade tre matcher. Efter sin comeback gjorde Johnsson poäng i åtta matcher i följd (totalt elva poäng). Johnsson gjorde sin poängmässigt bästa säsong i Hockeyallsvenskan och noterades för totalt 35 poäng. Med 30 assist slutade han på andra plats i lagets interna assistliga. I Hockeyallsvenskans slutspel tog sig AIK till kvartsfinal där man slogs ut av Timrå IK med 3–1 i matcher. I slutspelet var Johnsson, tillsammans med Max Lindholm, AIK:s poängmässigt bästa spelare. På sex matcher stod han för tre mål och sex assistpoäng.
Den 29 april 2021 bekräftades det att Johnsson lämnat AIK, trots ett år kvar på avtalet, då han återvänt till IK Oskarshamn som han skrivit ett tvåårskontrakt med. Han spelade 45 grundseriematcher under säsongen 2021/22 och stod för tolv poäng, varav fyra assist. Han missade avslutningen av grundserien då han ådragit sig en skada under ett träningspass. Under den första halvan av säsongen 2022/23 meddelades det den 4 november 2022 att Johnsson förlängt sitt avtal med Oskarshamn med ytterligare tre säsonger. Han tangerade sin poängnotering i grundserien från föregående säsong och stod för fem mål och sju assist på 50 matcher. I SM-slutspelet slogs Oskarshamn ut med 2–1 i matcher av Luleå HF i åttondelsfinal.
Säsongen 2023/24 kom att bli Johnssons sista med Oskarshamn. Han gjorde sin dittills bästa grundserie i SHL med 13 poäng (varav fem mål) på 50 grundseriematcher. Oskarshamn slutade på sista plats i tabellen och ställdes därför mot HV71 i negativt kval till Hockeyallsvenskan. I den sjunde och avgörande matchen föll Oskarshamn med 5–0 och degraderades därmed till Hockeyallsvenskan. På dessa sju matcher stod Johnsson för två assistpoäng.
Den 22 april 2024 stod det klart att Johnsson lämnat Oskarshamn då han skrivit ett tvåårsavtal med Linköping HC. Linköping slutade på tolfte plats i grundserien där Johansson stod för tio poäng på 48 matcher (tre mål, sju assist).

## Statistik
| 2012–13                  | HV71                     | Elitserien               | 12  | 0  | 0  | 0   | 2   | —  | — | —  | —  | —  |
| 2013–14                  | HV71                     | SHL                      | 24  | 2  | 1  | 3   | 2   | —  | — | —  | —  | —  |
| 2013–14                  | IF Troja-Ljungby         | HA                       | 19  | 3  | 10 | 13  | 10  | 10 | 2 | 3  | 5  | 4  |
| 2014–15                  | Mora IK                  | HA                       | 36  | 3  | 17 | 20  | 18  | —  | — | —  | —  | —  |
| 2015–16                  | Timrå IK                 | HA                       | 32  | 5  | 6  | 11  | 14  | 5  | 0 | 1  | 1  | 4  |
| 2016–17                  | Timrå IK                 | HA                       | 52  | 7  | 11 | 18  | 16  | 5  | 3 | 1  | 4  | 2  |
| 2017–18                  | Timrå IK                 | HA                       | 51  | 12 | 13 | 25  | 22  | 10 | 0 | 2  | 2  | 4  |
| 2018–19                  | HV71                     | SHL                      | 52  | 4  | 7  | 11  | 4   | 9  | 0 | 0  | 0  | 0  |
| 2019–20                  | HV71                     | SHL                      | 39  | 3  | 1  | 4   | 8   | —  | — | —  | —  | —  |
| 2019–20                  | IK Oskarshamn            | SHL                      | 10  | 1  | 1  | 2   | 0   | —  | — | —  | —  | —  |
| 2020–21                  | AIK                      | HA                       | 49  | 5  | 30 | 35  | 30  | 6  | 3 | 6  | 9  | 4  |
| 2021–22                  | IK Oskarshamn            | SHL                      | 45  | 4  | 8  | 12  | 10  | —  | — | —  | —  | —  |
| 2022–23                  | IK Oskarshamn            | SHL                      | 50  | 5  | 7  | 12  | 14  | 3  | 0 | 0  | 0  | 0  |
| 2023–24                  | IK Oskarshamn            | SHL                      | 50  | 5  | 8  | 13  | 16  | 7  | 0 | 2  | 2  | 4  |
| 2024–25                  | Linköping HC             | SHL                      | 48  | 3  | 7  | 10  | 12  | —  | — | —  | —  | —  |
| SHL totalt               | SHL totalt               | SHL totalt               | 330 | 27 | 40 | 67  | 68  | 19 | 0 | 2  | 2  | 4  |
| Hockeyallsvenskan totalt | Hockeyallsvenskan totalt | Hockeyallsvenskan totalt | 239 | 35 | 87 | 122 | 110 | 36 | 8 | 13 | 21 | 18 |